# Relations entre la France et Haïti
Les relations entre la France et Haïti désignent les relations diplomatiques s'exerçant entre la République française, pays principalement européen, et Haïti, État des Caraïbes. La France dispose d'une ambassade à Port-au-Prince et Haïti dispose d'une ambassade à Paris.

## Histoire

### Période coloniale
Les Français s'installèrent en 1625 à Tortuga pour se protéger des navires espagnols. En 1697, l'Espagne céda la partie occidentale de l'île d'Hispaniola à la France, conformément aux dispositions du traité de Ryswick. La colonie de Saint-Domingue est riche et productive et on y plante le tabac, le coton, le sucre et le cacao. L'esclavage y est très répandu.

### Guerre d'indépendance

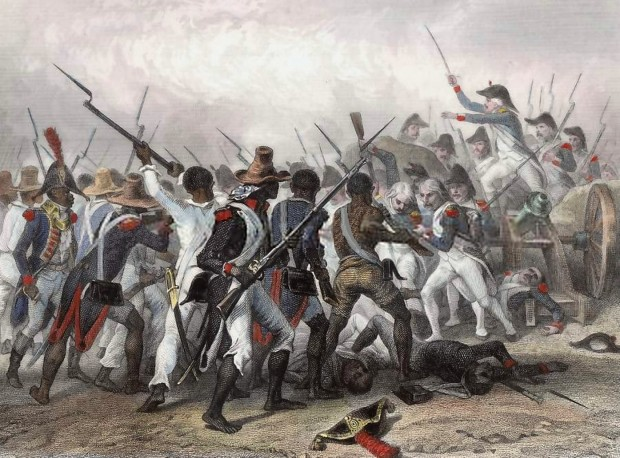
Tableau représentant la bataille de Vertières en 1803.

En août 1791, alors que la France est déstabilisée par la ferveur révolutionnaire, des esclaves du nord de Saint-Domingue se soulèvent : c'est le début de la révolution haïtienne. En 1793, Toussaint Louverture, chef des insurgés, s'allie aux Espagnols pour combattre la France. En 1794, il se retourne contre ces derniers, et envahit la partie espagnole de l'île en 1801, libérant les esclaves. En 1802, Napoléon Bonaparte envoie 40 000 soldats français et polonais à Saint-Domingue pour mater la révolte. Ces troupes sont vaincues à la bataille de Vertières en 1803. L'indépendance d'Haïti est proclamée en 1804 et les français blancs restés sur place sont massacrés sur ordre de Jean-Jacques Dessalines.
Au congrès de Vienne, en 1814-1815, les Anglais, conscients que la colonie française de Saint-Domingue est rebelle, et potentiellement imprenable, ils laissent officiellement cette colonie aux Français, même si elle était l'une des colonies les plus rentables avant 1793. Après 1815, effectivement, les Français ne vont pas reprendre cette colonie, d'autant plus que la France va sortir très affaiblie de la période révolutionnaire, et Napoléonienne.

### Dix-neuvième siècle
En 1825, à la suite d'un ultimatum de Charles X, la France et le nouvel État haïtien parviennent à régulariser leurs relations diplomatiques. En échange d'une indemnité de 150 millions de francs or, versée aux anciens colons, le royaume de France reconnaît l'indépendance d'Haïti et renonce à toute volonté de reconquête. En 2015, cette dette qui a considérablement entravé le développement du pays était estimée équivalente à une valeur de 17 milliards d’euros. En 1838, un traité de paix et d'amitié est conclu entre les deux pays.
Jean-Pierre Boyer, homme fort d'Haïti de 1818 à 1843, dut faire face à une situation économique détériorée et à des catastrophes naturelles. Expulsé du pouvoir en 1843, il partit en exil à Paris.
Vers la fin du dix-neuvième siècle, les États-Unis se montrent plus entreprenants dans la mer des Caraïbes, qu'ils souhaitent transformer en un lac américain. La France perd durablement en influence dans la région. En 1883, ce phénomène se traduit par l'offre du président haïtien Lysius Salomon, aux États-Unis. Il propose de céder une à deux îles en échange de la protection américaine. Ce même président vient chercher refuge en France après avoir été renversé en 1888.

### Vingtième siècle
Franck Lavaud, à la tête d'une junte militaire en Haïti de 1946 à 1950, s'exila en France et mourut à Paris.
Dans la seconde moitié du vingtième siècle, la France et Haïti concluent de nombreux accords, dont:
- Un accord commercial en 1958 et 1959
- Un accord sur le transport aérien en 1965
- Un accord de coopération culturelle, scientifique et technique en 1972
- Une convention sur la protection des investissements en 1973

En 1986, Jean-Claude Duvalier, renversé par une révolte, vint s'abriter en France à bord d'un avion de l'US Air Force.

## Période contemporaine

### Sur le plan économique
En février 2010, au cours d'une visite en Haïti, le président de la République française Nicolas Sarkozy a promis 230 millions d'euros d'assistance économique et l'annulation de 56 millions d'euros de dettes haïtiennes afin d'aider le pays à faire face au pire tremblement de terre de son histoire. En mai 2015, François Hollande a à son tour promis 145 millions de dollars d'investissements dans des projets de développement sur l'île. En avril 2024, une vingtaine d’ONG estime que la France doit plus de 100 milliards de dollars à l’île des Caraïbes. Les ONG ont lancées leurs appels, lors d’un forum de l’ONU à Genève.
Haïti accuse un fort déficit commercial vis-à-vis de la France. Les multinationales françaises que sont Air France, CMA CGM et Total sont implantées en Haïti.

### Sur le plan culturel
Selon la constitution de 1987, le français est langue officielle d'Haïti. La France comme Haïti sont membres de plein droit de l'Organisation internationale de la francophonie.
Haïti compte un Institut français et cinq Alliances françaises, et à ce titre la coopération dans le domaine de l'éducation est intense. Des écrivains haïtiens siègent à l'Académie française, à l'image de Dany Laferrière.

### Sur le plan diplomatique
- La France a une ambassade à Port-au-Prince[4].
- Haïti a une ambassade à Paris et un consulat-général à Cayenne, Guyane française et à Pointe-à-Pitre, Guadeloupe[5].

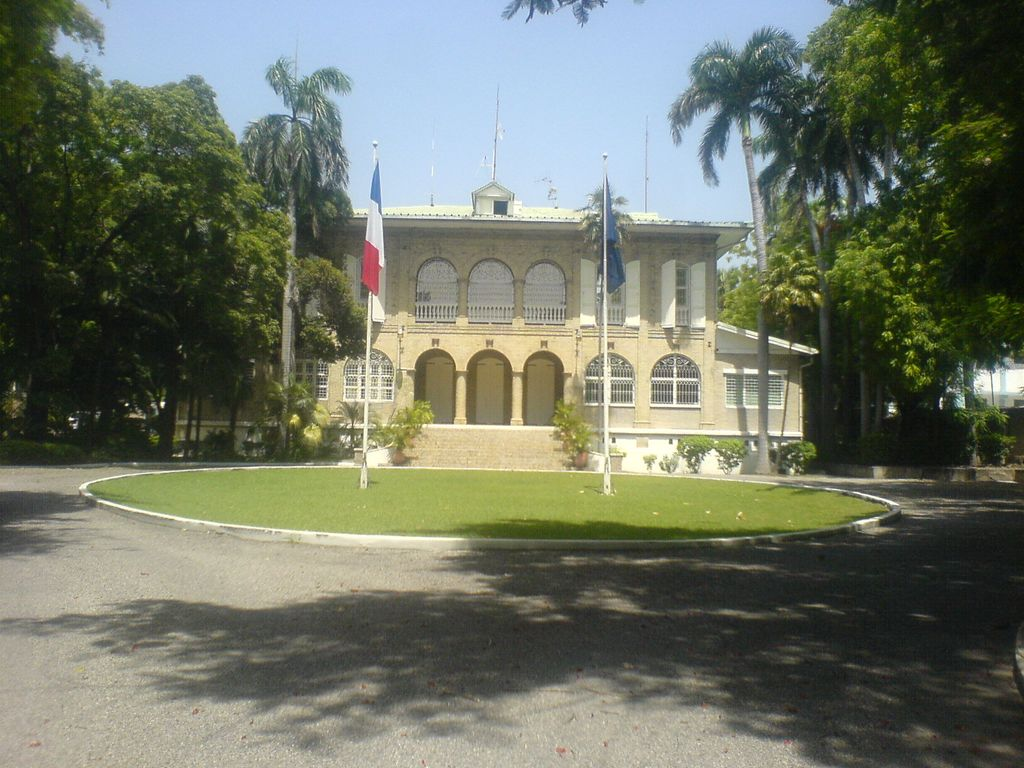
Ambassade de France à Port-au-Prince
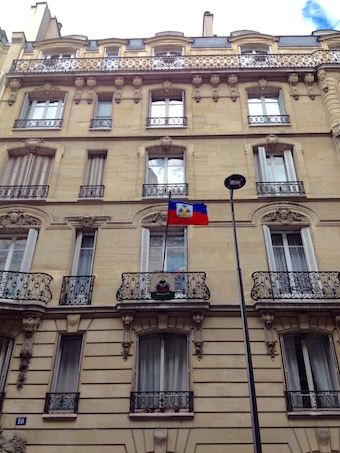
Ambassade d'Haïti à Paris
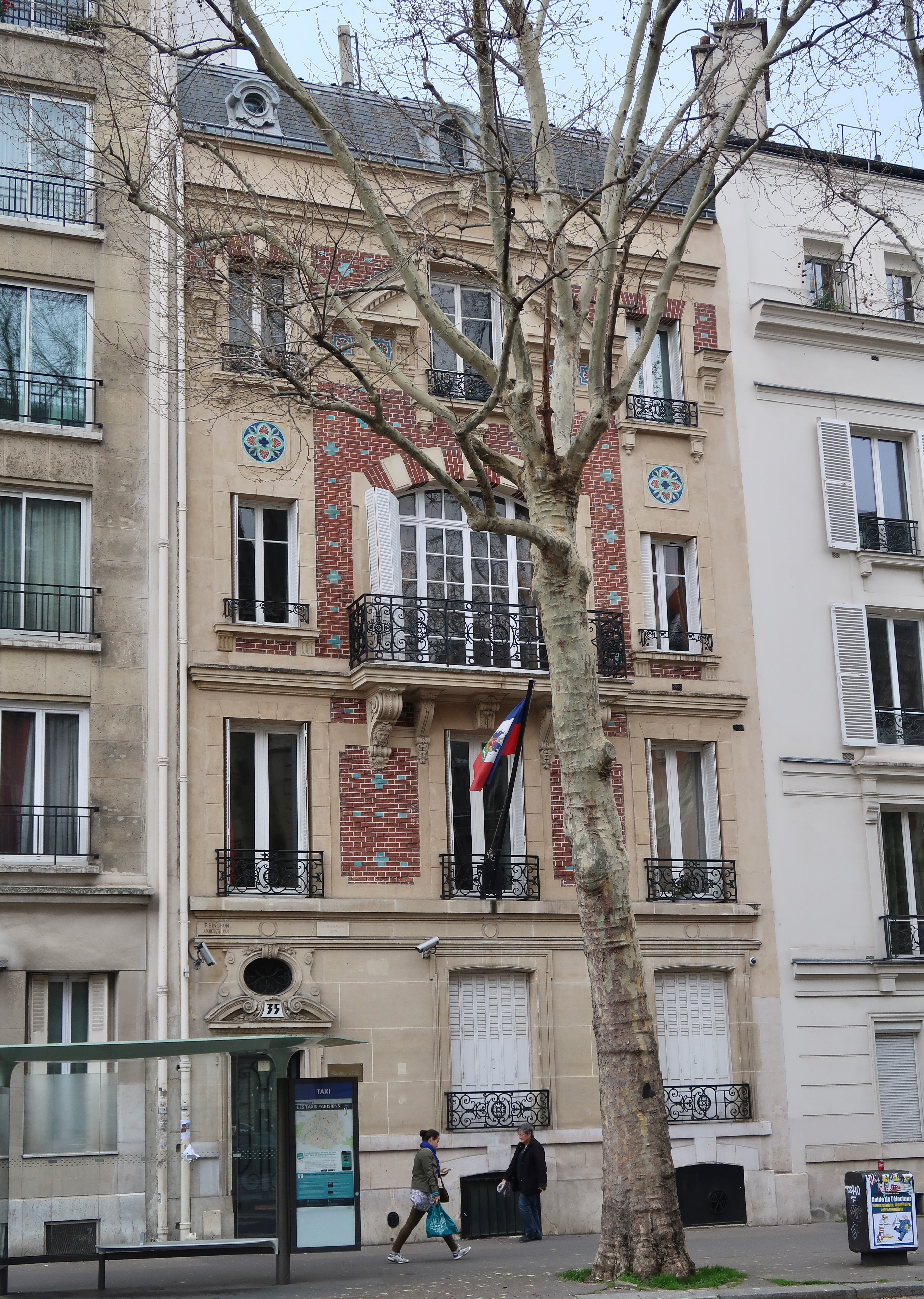
Consulat général d'Haïti à Paris